# Glyphodiscus
Glyphodiscus is een geslacht van zeesterren uit de familie Goniasteridae.				

## Soorten
- Glyphodiscus magnificus Mah, 2005
- Glyphodiscus pentagonalis Mah, 2005
- Glyphodiscus perierctus Fisher, 1917